# Сафіра (район)
Сафіра (араб. السفيرة) — район (мінтака) у Сирії, входить до складу провінції Алеппо. Адміністративний центр — м. Сафіра.
Основними містами є Сафіра і Ханасер. Основним видом економічної діяльності є сільське господарство. З давніх часів, Сафіра була родючою областю, де зернові та інші сільськогосподарські культури колись збирались.
Адміністративно поділяється на 5 нохій.
| Сирія | Це незавершена стаття з географії Сирії. Ви можете допомогти проєкту, виправивши або дописавши її. |